# Мишівка лісова
{{#ifeq:0|0|{{#if:|{{#if:Sicistabetulina|[[]}}|}}}}
Миші́вка лісова́, мишівка північна (Sicista betulina Pallas, 1779) — один з 13 видів, що представляють рід Мишівка (Sicista); один із 4-х видів роду у фауні України. Раритетний вид, занесений до Червоної книги України та інших природоохоронних документів.

## Опис
Дрібний гризун, довжина голови й тіла 5–8 см, хвоста 8,5–10 см, вагою 4,5–13 грамів. Забарвлення спини жовтувато- або рудувато-коричневе, черевце сірувате. Від потилиці вздовж хребта проходить темна смужка без світлої облямівки.

## Поведінка, відтворення
Мешкає в підземних норах, живиться насінням, ягодами, іноді комахами. Зимує не менше шести місяців на рік, ховається в норі, де він втрачає до половини своєї ваги в цей період. Просинається при температурі вище за 10 °C. Веде здебільшого сутінковий та нічний спосіб життя. Основу раціону складають комахи, насінини та ягоди. Розмножується 1 раз на рік. Вагітність триває 30 днів. В приплоді 2–6 малят (в середньому 4).

## Систематика

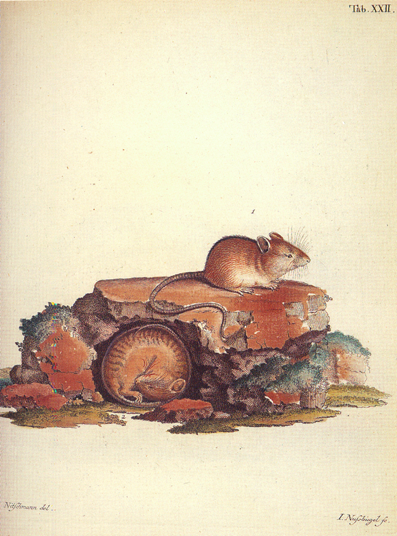
Peter Simon Pallas, Novae species quadrupedum (1778-79)

Вперше вид був описаний Петером-Сімоном Палласом в 1779 році за зразками з Барабінського степу, де вид був виявлений на заплавних луках річки Ішим.

## Середовище проживання
Проживає від рівня моря до 2200 м у Східних Альпах. Вид поширений у арктичних та гірських лісах, субальпійських луках, тундрі,  лісах з густою наземною рослинністю від Норвегії та Данії на заході до озера Байкал на сході, від узбережжя Білого моря за полярним колом та басейну річки Уса (Gromov and Erbajeva 1995, Kuznetsov 1965, Sludskii 1977, and Shenbrot et al. 1995) на півночі до Австрії, Карпатських гір та Саян (Corbet, 1978c) на півдні. Вид був описаний в басейні річки Уссурі — Corbet (1978c), але Sokolov et al. (1989), Pavlinov (in litt., 1994) та Shenbrot et al. (1995) виключають існування виду на схід від озера Байкал. В Україні — лісова та лісостепова зони, Карпати. Віддає перевагу місцям мешкання з високим густим травостоєм, галявинам, вирубкам, чагарниковим заростям, в першу чергу ягідникам. Зрідка оселяється у соснових посадках, ялицевих та соснових лісах. Гнізда будує з осоки, лісових трав і листя в пустотах між корінням, в невисоких дуплах, в трухлявій деревині пнів, іноді риє нори. Активна з квітня по жовтень.

## Охорона
На більшій частині ареалу стан природних популяцій виду залишається більш-менш стабільним. Саме тому він, згідно Червоного списку МСОП, отримав охоронну категорію «відносно благополучний вид». Але в окремих регіонах спостерігається тенденція до зниження чисельності популяції виду. Тому мишівка лісова занесена до Європейського Червоного списку (охоронна категорія: вид, близький до стану загрози зникнення), Бернської конвенції (Додаток II. Види фауни, що підлягають особливій охороні), а також до Директиви Європейського Союзу 92/43/ЄС «Про збереження природних оселищ та видів природної фауни і флори» (Додаток II. Види рослин і тварин, що становлять особливий інтерес для Європейського Союзу, збереження яких потребує створення територій особливої охорони).
Вид занесений до Червоної книги України на підставі тенденції до скорочення ареалу, фрагментації оселищ і низької чисельності (охоронна категорія: «рідкісний вид»). Вид занесений також до Червоних книг ряду країн Європи. Мешкає на ряді природоохоронних територій.